# كارول تشنغ
كارول تشنغ (بالصينية: 鄭裕玲) هي مقدمة برامج إذاعية ومقدمة تلفزيونية وممثلة صينية وهونغ كونغية، ولدت في 9 سبتمبر 1957 بهونغ كونغ في الصين. من الجوائز التي نالتها Hong Kong Film Award for Best Actress ‏ سنة 1991 وجائزة الحصان الذهبي لأفضل ممثلة رائدة ‏ سنة 1988 وجائزة أفلام هونغ كونغ لأفضل ممثل صاعد ‏ سنة 1984.

## جوائز
- Hong Kong Film Award for Best Actress [الإنجليزية]‏ (1991)
- جائزة الحصان الذهبي لأفضل ممثلة رائدة [الإنجليزية]‏ (1988)
- جائزة أفلام هونغ كونغ لأفضل ممثل صاعد [الإنجليزية]‏ (1984)

## وصلات خارجية
- كارول تشنغ على موقع IMDb (الإنجليزية)
- كارول تشنغ على موقع ميوزك برينز (الإنجليزية)
- كارول تشنغ على موقع أول موفي (الإنجليزية)
- كارول تشنغ على موقع قاعدة بيانات الفيلم (الإنجليزية)